# Liste der Einträge im National Register of Historic Places im Steele County (Minnesota)

Lage des Steele County in Minnesota

Die Liste der Einträge im National Register of Historic Places im Steele County in Minnesota führt alle Bauwerke und historischen Stätten im Steele County auf, die in das National Register of Historic Places aufgenommen wurden.

## Legende
| NRHP | Historic Place             |
| HD   | Historic District          |
| NHL  | National Historic Landmark |

## Aktuelle Einträge
| [ 2 ] | Name                                                                                       | Bild                                                                                       | Eintragsdatum        | Lage                                                                                              | Ort                    | Beschreibung                                                                  |
| ----- | ------------------------------------------------------------------------------------------ | ------------------------------------------------------------------------------------------ | -------------------- | ------------------------------------------------------------------------------------------------- | ---------------------- | ----------------------------------------------------------------------------- |
| 1     | Ezra Abbott House                                                                          | Ezra Abbott House                                                                          | 1975 ID-Nr. 75001029 | 345 East Broadway 44° 5′ 7″ N, 93° 13′ 7″ W                                                       | Owatonna               |                                                                               |
| 2     | Dr. John H. Adair House                                                                    | Dr. John H. Adair House                                                                    | 1986 ID-Nr. 86001406 | 322 East Vine Street 44° 5′ 11″ N, 93° 13′ 11″ W                                                  | Owatonna               |                                                                               |
| 3     | Administration Building-Minnesota State Public School For Dependent and Neglected Children | Administration Building-Minnesota State Public School For Dependent and Neglected Children | 1975 ID-Nr. 75001030 | West Hills Circle 44° 5′ 23″ N, 93° 14′ 18″ W                                                     | Owatonna               |                                                                               |
| 4     | Blooming Prairie Commercial Historic District                                              | Blooming Prairie Commercial Historic District                                              | 1994 ID-Nr. 94000832 | Main Street, East zwischen Highway Avenue und 2nd Avenue, Northeast 43° 51′ 51″ N, 93° 3′ 2″ W    | Blooming Prairie       |                                                                               |
| 5     | Bridge No. L-5573                                                                          | Bridge No. L-5573                                                                          | 1997 ID-Nr. 96001613 | Brücke der Township Road 95 über den Straight River, östlich des US 65 44° 8′ 2″ N, 93° 14′ 38″ W | Clinton Falls Township | Auch als Clinton Falls Bridge bekannt                                         |
| 6     | Minnesota State Public School for Dependent and Neglected Children                         | Minnesota State Public School for Dependent and Neglected Children                         | 2010 ID-Nr. 75001030 | Abgegrenzt durch West Hills Drive, State Avenue und Florence Avenue 44° 5′ 25″ N, 93° 14′ 15″ W   | Owatonna               |                                                                               |
| 7     | National Farmers' Bank                                                                     | National Farmers' Bank                                                                     | 1971 ID-Nr. 71000441 | 101 North Cedar Street 44° 5′ 7″ N, 93° 13′ 31″ W                                                 | Owatonna               | 1908 nach einem Entwurf des Architekten Louis Sullivan errichtete Bank        |
| 8     | Owatonna City and Firemen's Hall                                                           | Owatonna City and Firemen's Hall                                                           | 1997 ID-Nr. 97000019 | 107 West Main Street 44° 5′ 1″ N, 93° 13′ 34″ W                                                   | Owatonna               |                                                                               |
| 9     | Owatonna Free Public Library                                                               | Owatonna Free Public Library                                                               | 1976 ID-Nr. 76001075 | 105 North Elm Street 44° 5′ 8″ N, 93° 13′ 22″ W                                                   | Owatonna               |                                                                               |
| 10    | Pillsbury Academy Campus Historic District                                                 | Pillsbury Academy Campus Historic District                                                 | 1987 ID-Nr. 86003680 | Academy Street, Grove Street und Main Street 44° 4′ 44″ N, 93° 13′ 36″ W                          | Owatonna               | Teil des früheren Pillsbury Baptist Bible College, das 2008 geschlossen wurde |
| 11    | Daniel S. Piper House                                                                      | Daniel S. Piper House                                                                      | 1975 ID-Nr. 75001028 | County Highway 45 44° 10′ 1″ N, 93° 14′ 45″ W                                                     | Medford                |                                                                               |
| 12    | Steele County Courthouse                                                                   | Steele County Courthouse                                                                   | 1978 ID-Nr. 78001565 | 139 East Main Street 44° 5′ 1″ N, 93° 13′ 25″ W                                                   | Owatonna               |                                                                               |

## Frühere Einträge
| [ 2 ] | Name                               | Bild | Eintragsdatum        | Lage                                                                 | Ort      | Beschreibung                                                      |
| ----- | ---------------------------------- | ---- | -------------------- | -------------------------------------------------------------------- | -------- | ----------------------------------------------------------------- |
| 1     | Clinton Falls Mills and Dam        |      | 2004 ID-Nr. 86001462 |                                                                      | Owatonna |                                                                   |
| 2     | Kaplan Apartments                  |      | 2007 ID-Nr. 86001464 | 115 West Rose Street 44° 5′ 15,7″ N, 93° 13′ 36,6″ W                 | Owatonna |                                                                   |
| 3     | Owatonna High School               |      | 1986 ID-Nr. 86002124 | 333 East School Street 44° 4′ 50,2″ N, 93° 13′ 11,9″ W               | Owatonna | 1998 abgerissen und zwei Jahre später aus dem Register gestrichen |
| 4     | Owatonna Water Works Power Station |      | 1986 ID-Nr. 86001483 | West School Street Ecke Mosher Avenue 44° 5′ 1,2″ N, 93° 13′ 33,6″ W | Owatonna | 1992 abgerissen und aus dem Register gestrichen                   |
| 5     | Old Steele County Courthouse       |      | 1976 ID-Nr. 76001076 | 111 East Main Street 44° 5′ 1,2″ N, 93° 13′ 33,6″ W                  | Owatonna | 1987 abgerissen und aus dem Register gestrichen                   |